# Карський кратер
Карський кратер — ударний кратер, який сформувався в результаті падіння метеорита близько 70 млн років тому. Після падіння метеорита утворився кратер діаметром близько 65 км.
Знаходиться в Росії в Ненецькому автономному окрузі за 15 км на схід від річки Кара. У рельєфі є витягнутою і відкритою до моря западину. Карський кратер заповнений утвореними при вибуху уламками порід, частково переплавленими і застиглими у вигляді склоподібної маси.